# Karl Ferdinand Werner
Karl Ferdinand Werner (ur. 21 lutego 1924, zm. 9 grudnia 2008) – niemiecki i francuski historyk, mediewista.

## Życiorys
Absolwent Uniwersytetu w Heidelbergu (1950). W latach 1951–1953 pracował w École pratique des hautes études w Paryżu. W 1954 roku otrzymał asystenturę na Uniwersytecie w Heidelbergu (w 1961 habilitacja tamże). Od 1968 do 1989 roku był dyrektorem Niemieckiego Instytutu Historycznego w Paryżu. Zajmował się historią średniowiecza na Zachodzie Europy. Był członkiem wielu towarzystw naukowych i akademii. Doktor honoris causa Sorbony i uniwersytetu w Orleanie.

## Wybrane publikacje
- Die Entstehung des Reditus regni Francorum ad stirpem Karoli, Diss. 1950.
- Aufstieg der westlichen Nationalstaaten, [w:] Historia Mundi, VI, 1958
- Untersuchungen zur Frühzeit des französischen Fürstentums, 8-10 Jahrhundert, 1960
- Das NS-Geschichtsbild und die deutsche Geschichtswissenschaft, 1967
- Die Nachkommen Karls des Grossen bis um das Jahr 1000, [w:] Karls des Großen Lebenswerk und Nachleben, IV, hrsg. v. W. Braunfels, 1967
- Das Frankenreich 486-911 (carte murale), 1967, 1972
- Structures politiques du monde franc (VIe-XIIe siècles). Études sur les origines de la France et de l'Allemagne, 1979
- Les Origines (avant l'an Mil) (vol. 1 de l'Histoire de France, sous la direction de Jean Favier), 1984-1988
- Hludovicus Augustus. Gouverner l'empire chrétien, idées et réalités, 1990
- Volk, Nation. Geschichtliche Grundbegriffe, VII., 1992
- Il y a mille ans, les Carolingiens. Fin d'une dynastie, début d'un mythe, [w:] Annuaire-Bulletin de la Société de l'Histoire de France, 1993
- Marc Bloch und die Anfänge einer europäischen Geschichtsforschung, 1994
- Karl der Große oder Charlemagne?, [w:] Sitzungsberichte der Bayerischen Akademie der Wissenschaften, 1995
- Die Ursprünge Frankreichs bis zum Jahr 1000. Deutscher Taschenbuch Verlag München 1995
- La Conquête franque de la Gaule. Itinéraires historiographiques d’une erreur, [w:] Bibliothèque de l’École des chartes, 1996
- Politik und kirchliche Konflikte in Lotharingien und Burgund im Spiegel des lat. Tierepos (10.-11. Jh.), [w:] Rheinische Vierteljahrsblätter, 1997
- Völker und Regna (Beiheft HZ), 1997
- Les premiers Robertiens et les premiers Anjous (IXe s.-Xe s.), [w:] Mémoires de la Société des Antiquaires de l’Ouest, 1997
- Naissance de la noblesse. L’essor des élites politiques en Europe, Fayard, Paris, 1998, ISBN 2-213-02148-1.

## Publikacje w języku polskim
- Narodziny szlachty. Kształtowanie się elit politycznych w Europie, przeł. Krystyna Antkowiak, Kęty: Wydawnictwo Marek Derewiecki 2015.